# Spinomantis
A Spinomantis a kétéltűek (Amphibia) osztályába, a békák (Anura) rendjébe és az aranybékafélék (Mantellidae) családba tartozó Mantellinae alcsalád neme.

## Elterjedése
Az nembe tartozó fajok Madagaszkár endemikus fajai.

## Rendszerezésük
A nembe a következő fajok tartoznak:
- Spinomantis aglavei (Methuen & Hewitt, 1913)
- Spinomantis beckei Vences, Köhler, and Glaw, 2017
- Spinomantis bertini (Guibé, 1947)
- Spinomantis brunae (Andreone, Glaw, Vences & Vallan, 1998)
- Spinomantis elegans (Guibé, 1974)
- Spinomantis fimbriatus (Glaw & Vences, 1994)
- Spinomantis guibei (Blommers-Schlösser, 1991)
- Spinomantis massi (Glaw & Vences, 1994)
- Spinomantis microtis (Guibé, 1974)
- Spinomantis mirus Sabino-Pinto, Rakotoarison, Bletz, Edmonds, Glaw & Vences, 2019
- Spinomantis nussbaumi Cramer, Rabibisoa & Raxworthy, 2008
- Spinomantis peraccae (Boulenger, 1896)
- Spinomantis phantasticus (Glaw & Vences, 1997)
- Spinomantis tavaratra Cramer, Rabibisoa & Raxworthy, 2008